# Halalaimus carolinensis
Halalaimus carolinensis är en rundmaskart som beskrevs av Benjamin G. Chitwood 1936. Halalaimus carolinensis ingår i släktet Halalaimus och familjen Oxystominidae. Inga underarter finns listade i Catalogue of Life.